# Kevin Duckworth
Pour les articles homonymes, voir Duckworth.
Kevin Jerome Duckworth, surnommé Duck, né le 1er avril 1964 à Harvey en Illinois (États-Unis) et mort le 25 août 2008 à Gleneden Beach d'une crise cardiaque est un joueur de basket-ball professionnel.

## Biographie
Kevin Duckworth a évolué dans le championnat NBA au poste de pivot entre 1986 et 1997 sous les couleurs de 5 franchises différentes. C’est avec les Portland Blazers qu’il a connu sa période la plus faste ponctuée par 2 finales NBA, 2 participations au NBA All-Star Game et un titre de joueur ayant le plus progressé. Ses détracteurs lui ont néanmoins reproché des difficultés récurrentes à briller en playoffs.
Duckworth s'est effondré dans sa chambre d’hôtel et les secours n'ont pas pu le réanimer. Une autopsie a identifié la cause du décès en tant que cardiomyopathie hypertrophique avec l'arrêt du cœur congestif. Il avait 44 ans.

## Clubs successifs
- 1986-1987 : Spurs de San Antonio
- 1987-1993 : Trail Blazers de Portland
- 1993-1995 : Washington Wizards
- 1995-1996 : Bucks de Milwaukee
- 1996-1997 : Los Angeles Clippers

## Palmarès
- Élu NBA Most Improved Player (joueur ayant le plus progressé) en 1988
- 2 participations au All-Star Game en 1989 et 1991
- 2 finales NBA perdues avec les Portland Blazers en 1990 et 1992

Statistiques en carrière : 11,8 points / 5,8 rebonds / 0,9 passe en 684 matches de saison régulière (+ 67 en playoffs)